# Massimiliano Narducci
Massimiliano Narducci (Ascoli Piceno, 25 febbraio 1964) è un ex tennista italiano.
Vanta un titolo ATP conquistato nell'unica finale disputata. È stato numero 77 del Ranking ATP il 23 maggio 1988, posizione grazie alla quale è stato per sette settimane complessive il primo giocatore italiano.

## Carriera
Giocatore destrimano, dotato di buona tecnica e con rovescio a una mano, prediligeva giocare su campi in terra rossa.
Raggiunse la finale al Challenger di Casablanca nel 1987, sconfitto da Lawson Duncan per 7–5, 6–1, e nello stesso anno la finale agli Assoluti, dove si arrese a Simone Colombo col punteggio di 5-7, 6-4, 6-2, 6-2.
Il 22 maggio del 1988 conquistò il suo unico titolo ATP, sulla terra rossa del torneo di Firenze. Nell'atto conclusivo, superò Claudio Panatta, l'avversario con il ranking ATP più basso (253) che un tennista italiano abbia affrontato in una finale ATP, col punteggio di 3-6, 6-1, 6-4. 
Il 23 maggio del 1988 ottenne così la sua migliore classifica ATP, al n°77, che gli valse anche la prima posizione tra i tennisti italiani, leadership che detenne per un totale di sette settimane.
Nel 1988 vinse i Campionati italiani assoluti battendo in finale Alessandro Baldoni.
Nel 1989 venne convocato in Coppa Davis in due occasioni, negli incontri Svezia-Italia 4-1 a Malmö e in Danimarca-Italia 1-4 ad Aarhus. In Svezia-Italia disputò due incontri di singolare perdendoli entrambi in cinque set.
Nello stesso anno disputò anche la Coppa Europa a La Coruña, uscendo imbattuto nei tre singolari disputati contro Russia, Ungheria e Spagna.
Si aggiudicò tre tornei del circuito Satellite (Genova, San Benedetto del Tronto e Brescia).
Attualmente lavora come direttore tecnico presso il Tozzona Tennis Park di Imola ed è l'organizzatore del Torneo Internazionali di Imola, Challenger WTA da 25.000 dollari.

## Statistiche

### Singolare

#### Vittorie (1)
| Numero | Data           | Torneo               | Superficie  | Avversario in finale | Punteggio     |
| 1.     | 22 maggio 1988 | ATP Firenze, Firenze | Terra rossa | Claudio Panatta      | 3-6, 6-1, 6-4 |